# Челес
Челес (ісп. Cheles) — муніципалітет в Іспанії, у складі автономної спільноти Естремадура, у провінції Бадахос. Населення — 1261 особа (2010).

## Географія
Муніципалітет розташований на португальсько-іспанському кордоні.
Муніципалітет розташований на відстані близько 370 км на південний захід від Мадрида, 48 км на південний захід від Бадахоса.

## Демографія
Динаміка населення (INE ):